# Optotyristor
Optotyristor je elektronická součástka (dvojbran), která v pouzdře kromě fototyristoru obsahuje ještě zdroj světla. Na rozdíl od fototyristoru je u optotyristoru nevýhodou menší dovolené oteplení (dané hřátím zdroje světla). Používají se hlavně ke galvanickému oddělení výkonové a řídící části zařízení.